# L'innamorata
L'innamorata est une chanson de Dalida sortie en 1984. La chanson sortira sous forme d'un single avec le titre Soleil.

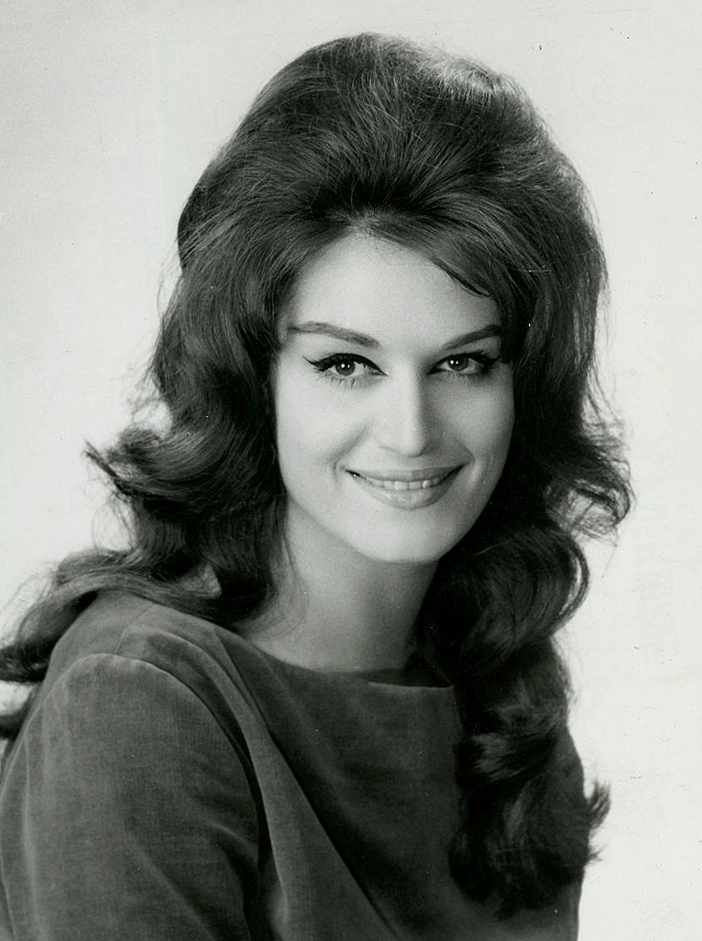
Dalida en 1961.

## Histoire
Dans cette chanson, Dalida avoue qu'elle est amoureuse mais que cet amour possède des limites. Elle est assez contradictoire dans les paroles étant donné qu'elle utilise les mots « je t'aime », « je me sens bien » ou « j'ai le cœur en France » qui relatent d'un aspect plutôt positif et « Sont comme des volcans », « Et mes colères et mes passions » et « J'sais pas dire je t'aime » qui montrent l'aspect malheureux de la chanson.

## Interprétations scéniques
Dans ses galas et ses concerts, Dalida lors de l'interprétation de cette chanson est vêtue d'une robe noire avec des plumes rouges au niveau de ses hanches. Elle bouge peu et se balance légèrement en suivant le rythme de la chanson.
Lors d'une émission « Cadence 3 : émission du 9 mai 1984  », Dalida est l'invité d'honneur et elle interprète cette chanson avec une robe-bustier mal-ajustée. Lorsqu'elle lève plusieurs fois ses bras, le bustier descend peu à peu jusqu'à que les spectateurs puissent apercevoir une partie d'un de ses seins.